# Bloemenuurwerk

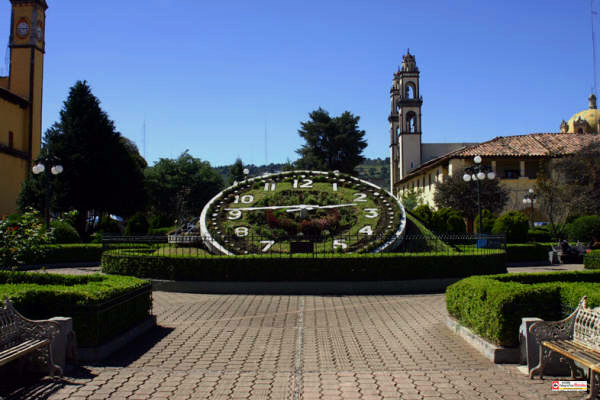
Bloemenuurwerk in Zacatlán, Mexico.

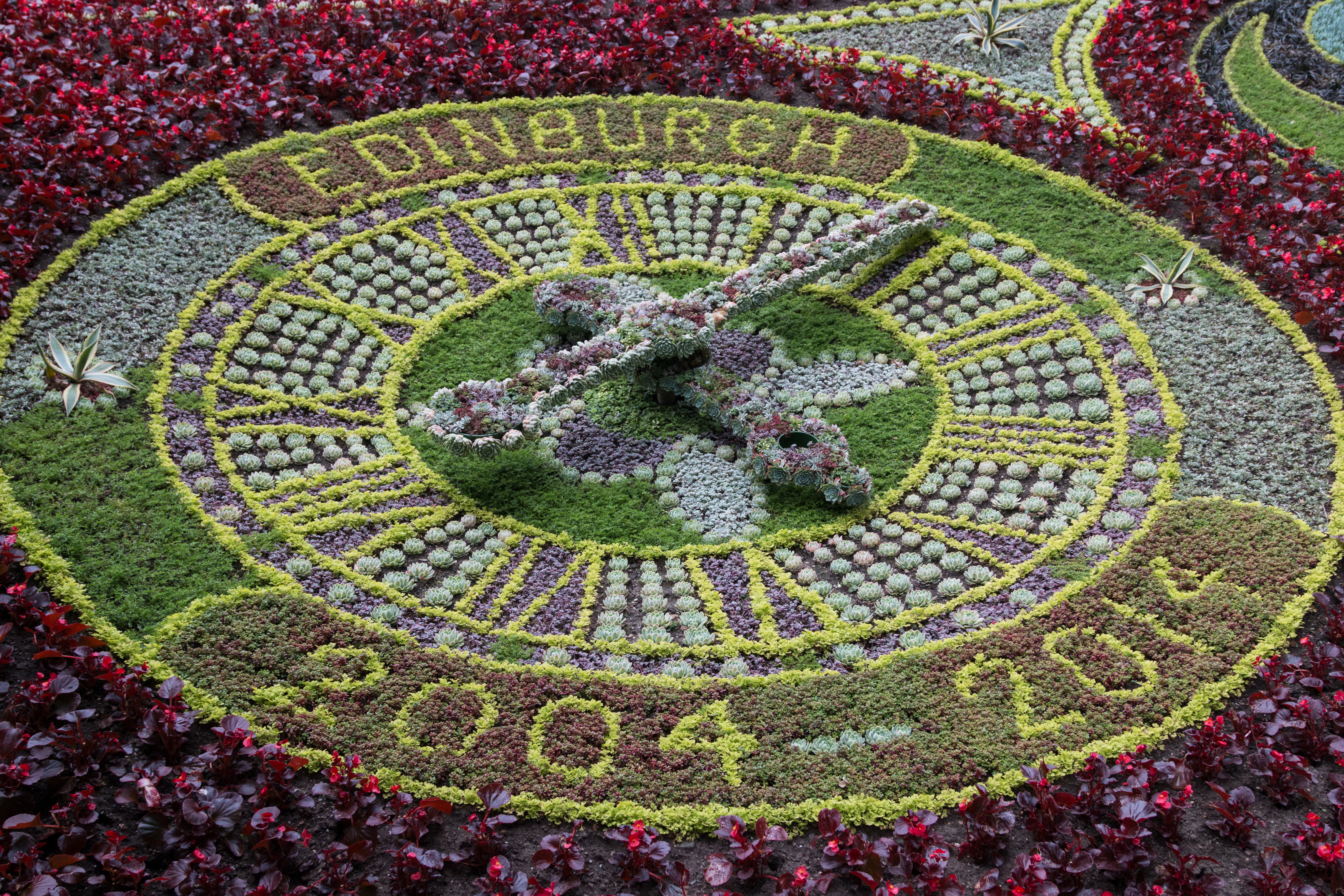
Edinburgh, Schotland.

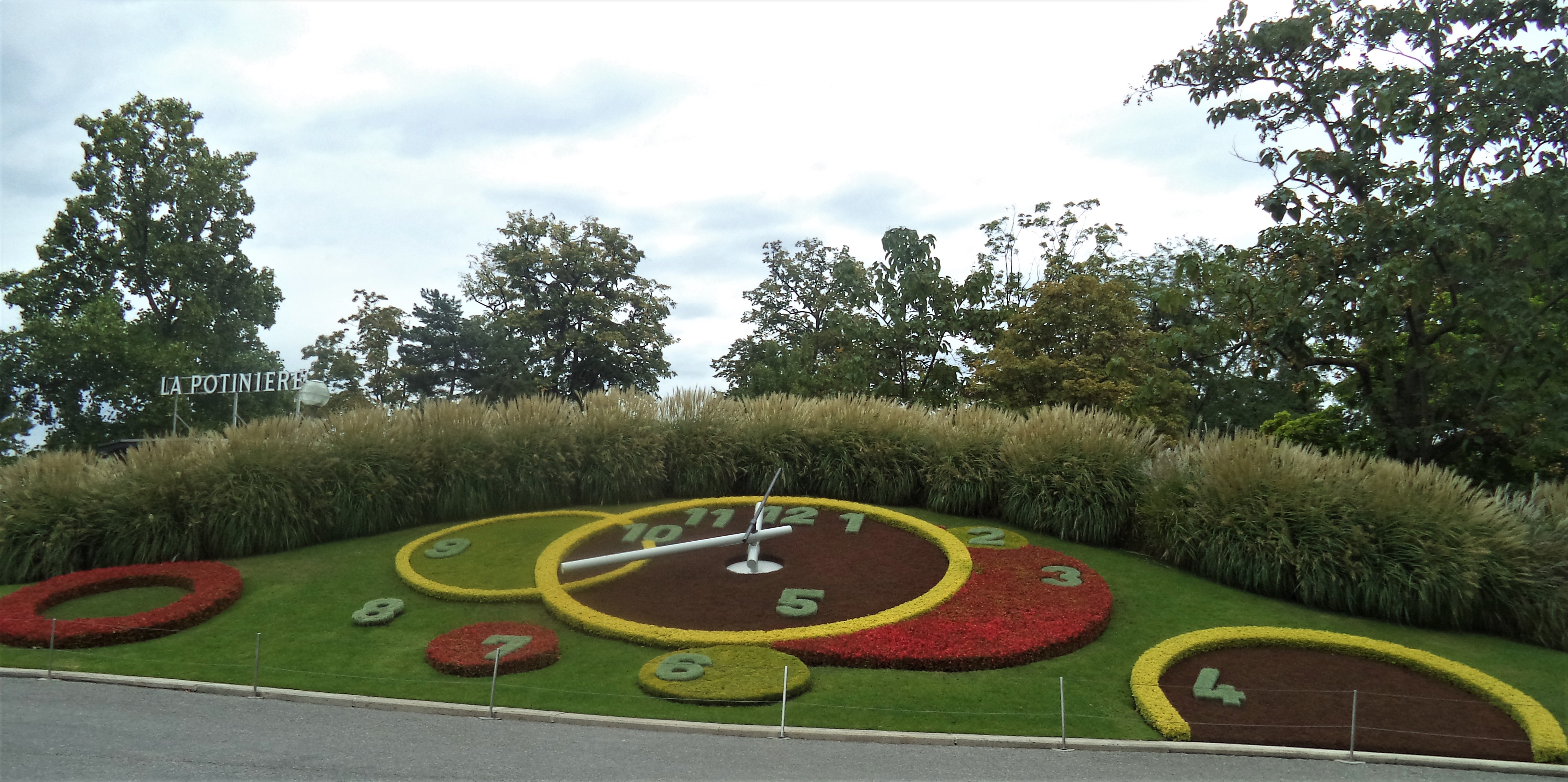
Genève, Zwitserland.

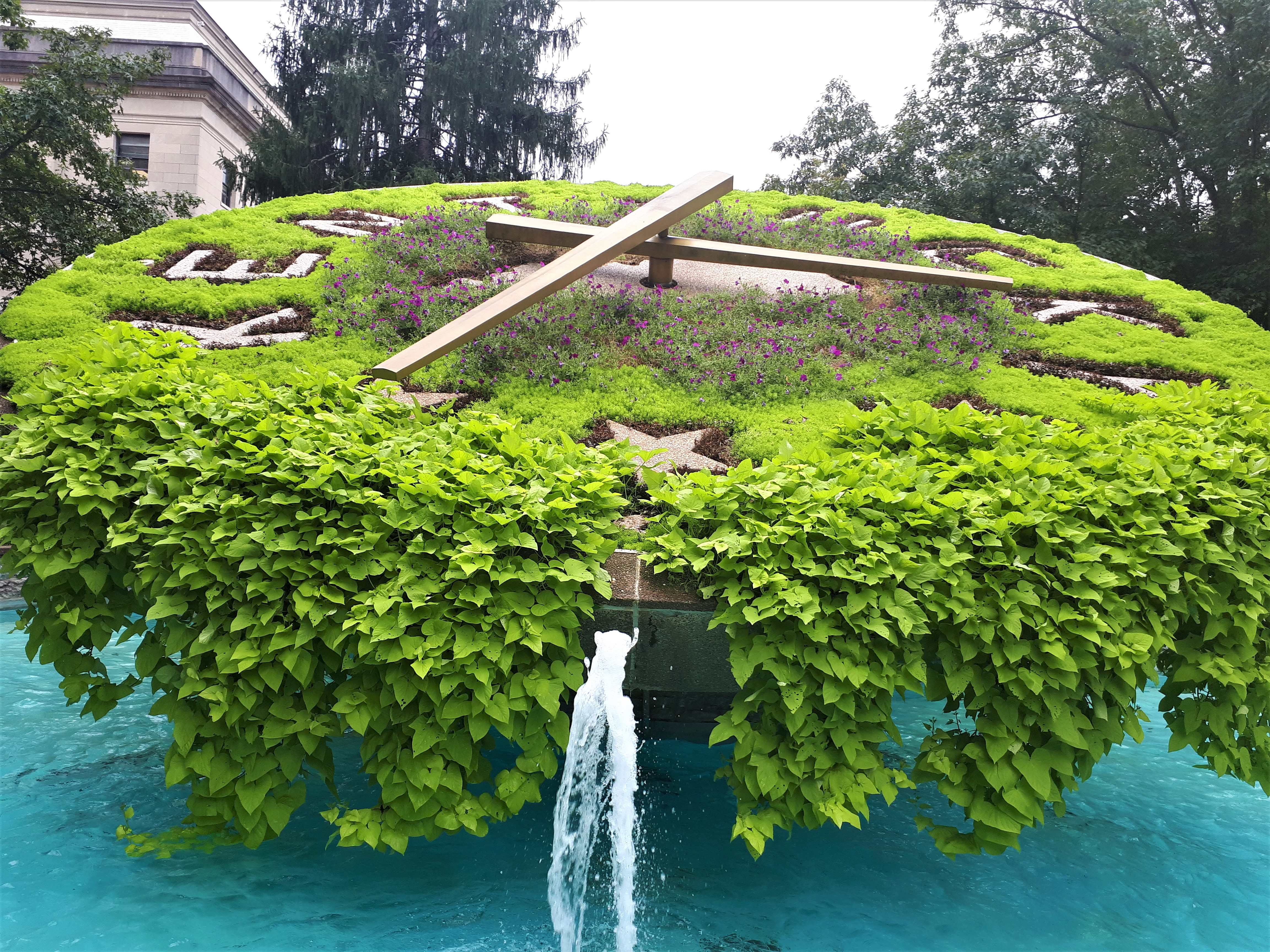
Frankfort (Kentucky), Verenigde Staten

Een bloemenuurwerk is een grote decoratieve klok, gelegen in een bloembed. Een bloemenuurwerk komt meestal voor op openbare plaatsen zoals in parken. Het eerste bloemenuurwerk is gemaakt door John McHatti in het jaar 1903 en lag in de stad Edinburgh. Bij de oorspronkelijke klok was in eerste instantie alleen de onderverdeling in uren aangebracht, maar het jaar erop was ook de onderverdeling in minuten zichtbaar. Een bloemenuurwerk kan daadwerkelijk de tijd aangeven. Soms zit er onder een bloemenuurwerk een elektrische motor om de wijzers juist te stellen. Bloemenuurwerken worden meestal alleen in de zomer in werking gesteld.

## Voorbeelden
Er zijn onder andere bloemenuurwerken in het Kurpark in Garmisch-Partenkirchen, in het park rond het Meer van Genève, in het Weens Stadspark en in het Leopoldpark in Oostende.